# Skinnarbo
Skinnarbo är en by i Nora socken, Heby kommun, Uppland.
Skinnarbo omtalas i dokument första gången 1541 ("Skinnareboda"), och utgör under 1500-talet ett halvt mantal skatte, 1541 om 1 öresland, 1563 om 1 öresland och 12 penningland. Förleden i namnet är yrkesbeteckningen skinnare. Skinnarbo ingick tidigare i Bergbolsta skifteslag namngivet efter den försvunna byn Berg, tillsammans med Prästgården, Holvastby, Ulebo samt Norr och Sör Åsbo.
Bland bebyggelser på ägorna märks Jon Larssons torp, dokumenterat första gången 1880, den östligaste bebyggelsen i Skinnarbo. Torkelsbo är ett torp dokumenterat sedan 1690, men räknas fram till laga skifte 1866 under Ulebo men kom därefter att hamna inom Skinnarbo ägor.